# Sankt Lars församling, Skara stift
 Sankt Lars församling var en församling  i Skara stift i nuvarande Skara kommun. Församlingen uppgick på 1500-talet i Skara stadsförsamling.

## Administrativ historik
Församlingen bildades omkring 1270 och uppgick på 1500-talet i Skara stadsförsamling.